# Nauru na Letnich Igrzyskach Olimpijskich 2020
Nauru na Letnich Igrzyskach Olimpijskich 2020 – występ kadry sportowców reprezentujących Nauru na igrzyskach olimpijskich, które odbyły się w Tokio w Japonii, w dniach 23 lipca – 8 sierpnia 2021 roku.
Reprezentacja Nauru liczyła dwóch zawodników, którzy wystąpili w 2 spośród 28 rozgrywanych dyscyplin. Zawodnicy z tego kraju nie zdobyli żadnego medalu. Chorążym reprezentacji był 22-letni biegacz Jonah Harris oraz sztangistka Nancy Genzel Abouke mająca niespełna 18 lat.
Był to siódmy start Nauru na letnich igrzyskach olimpijskich. Najlepszym wynikiem, jaki osiągnęli reprezentanci tego kraju na Letnich Igrzyskach Olimpijskich 2020, była 10. pozycja, jaką Abouke zajęła w rywalizacji sztangistek w kategorii wagowej do 76 kilogramów.

## Tło startu
W 1996 roku reprezentacja Nauru po raz pierwszy wzięła udział w letnich igrzyskach olimpijskich. Przedtem sukcesy sportowców tego kraju odnotowywane były na igrzyskach Wspólnoty Narodów, czy igrzyskach Pacyfiku. Reprezentacja Nauru na tych igrzyskach liczyła dwóch zawodników, którzy startowali w dwóch dyscyplinach: lekkoatletyce i podnoszeniu ciężarów.

## Reprezentanci

### Lekkoatletyka
Mężczyźni
| Konkurencja   | Zawodnik     | Runda 1  | Runda 1 | Runda 2  | Runda 2 | Półfinał | Półfinał | Finał    | Finał   | Pozycja |
| Konkurencja   | Zawodnik     | Rezultat | Pozycja | Rezultat | Pozycja | Rezultat | Pozycja  | Rezultat | Pozycja | Pozycja |
| ------------- | ------------ | -------- | ------- | -------- | ------- | -------- | -------- | -------- | ------- | ------- |
| Bieg na 100 m | Jonah Harris | 11.01    | 17      | NQ       | NQ      | NQ       | NQ       | NQ       | NQ      | 80      |

### Podnoszenie ciężarów
Kobiety
| Zawodnik            | Konkurencja   | Grupa | Waga ciała | Rwanie | Rwanie | Rwanie | Rwanie | Rwanie  | Podrzut | Podrzut | Podrzut | Podrzut | Podrzut | Razem | Pozycja |
| Zawodnik            | Konkurencja   | Grupa | Waga ciała | 1      | 2      | 3      | Wynik  | Pozycja | 1       | 2       | 3       | Wynik   | Pozycja | Razem | Pozycja |
| ------------------- | ------------- | ----- | ---------- | ------ | ------ | ------ | ------ | ------- | ------- | ------- | ------- | ------- | ------- | ----- | ------- |
| Nancy Genzel Abouke | waga do 76 kg | B     | 71,80      | 88     | 88     | 90     | 90     | 13      | 108     | 113     | 117     | 113     | 10      | 203   | 10      |